# Bến Tre (stad)
Bến Tre is een stad in Vietnam en is de hoofdplaats van de provincie Bến Tre. Ben Tre telt naar schatting 143.639 inwoners (2009).